# 袁江
袁江（1443年—1492年），字自岷，河南開封府祥符縣人，明朝政治人物。進士出身。

## 生平
八月二十一日生，行七，天顺六年（1462年）壬午科河南鄉試第七十一名。天順八年（1464年）甲申科會試第一百九十三名，殿試登進士第三甲第一百一十三名。次年授户部主事，奉敕监督徐州倉粮，成化十七年（1481年）母亲吴安人去世，守制家居。十九年起復两淮盐运使，二十年履任，二十二年冬入觐，弘治元年（1488年）被荐擢四川右参政，督理粮储，卒于官，年五十。

## 家族
曾祖父袁成。祖父袁敬。父亲袁禮。母吴氏。具庆下。聘丘氏。